# Котяча акула центральноамериканська
Котяча акула центральноамериканська (Scyliorhinus hesperius) — акула з роду Котяча акула родини Котячі акули. Інша назва «біла сідлоподібна котяча акула».

## Опис
Загальна довжина досягає 47 м. Голова відносно велика, широка. Морда округла. Очі середнього розміру, овальні, з мигальною перетинкою. За ними розташовані маленькі бризкальця. Носові клапани невеличкі. Губні борозни присутні лише на нижній губі. Рот широкий. Зуби дрібні. У неї 5 пар зябрових щілин. Тулуб стрункий. Грудні плавці широкі, кінчики округлі. Має 2 невеликих спинних плавця, з яких передній значно більше за задній. Передній спинний плавець розташовано позаду черевних плавців, задній навпроти анального. Черевні та анальний плавці широкі та низькі. Хвостовий плавець невеликий, гетероцеркальний.
Забарвлення світло-коричневе. На спині та боків розташовані темні сідлоподібні плями зі просвітами між ними. По тулубу розкидані світлі плямочки, що покривають сідлоподібні плями та частково просвіти. Черево має білуватий колір.

## Спосіб життя
Тримається на глибинах між 270 та 460 м. Полює біля дна, є бентофагом. Живиться дрібними ракоподібними, молоддю костистих риб, морськими черв'яками, личинками водяних тварин.
Це яйцекладна акула. Відкладає дві ікринки одночасно. Ембріони харчуються виключно жовтком.

## Розповсюдження
Мешкає в Атлантичному океані: біля узбережжя Гондурасу, Панами і Колумбії.